# Lubor Bárta
Lubor Bárta (* 8. August 1928 in Lubná; † 5. November 1972 in Prag) war ein tschechischer Komponist.
Bárta studierte von 1946 bis 1948 Musikwissenschaft und Ästhetik an der Karls-Universität Prag und war danach bis 1952 Schüler von Jaroslav Řídký an der Akademie der musischen Künste und lebte dann als Lehrer und freier Komponist in Prag.
Er komponierte drei Sinfonien, ein Violin-, ein Klavier- und ein Bratschenkonzert, Streichquartette, Klavierstücke, eine Gitarren-, eine Flöten- und eine Cembalosonate und andere Kammermusik.

## Werke
- Erstes Konzert für Violine und Orchester, 1952
- Konzert für Kammerorchester, 1956
- Erstes Bläserquintett, 1956
- Erste Klaviersonate, 1956
- Trio in C-Dur für Violine, Violoncello und Klavier, 1956
- Sonatine für Posaune und Klavier, 1956
- Zweites Streichquartett, 1957
- Dramatische Suite für großes Orchester, 1958
- Sonate für Klarinette und Klavier, 1958
- Konzert für Klavier und Orchester, 1959
- Zweite Sonate für Violine und Klavier, 1959
- Aus Ostböhmen. Symphonsche Suite, 1960
- Zweite Klaviersonate, 1961
- Lied von der neuen Zeit. Kantate für Chor und Orchester, 1962
- Ballade und Burleske für Violoncello und Klavier, 1963
- Drei Männerchöre auf Texte von M. Florian, P. Verlaine und F. Hrubin, 1963
- Ludi, für Kammerorchester, 1964
- Concertino für Posaune und Klavier, 1964
- Vier Kinderlieder mit Klavierbegleitung auf Texte von V. Nekvinda, J. Havel und Z. Kriebel, 1965
- Vier Kompositionen für Oboe (oder Klarinette) und Klavier, 1965
- Acht Kompositionen für Klavier, 1965
- Sonate für Sologitarre, 1965
- Vier Kinderchöre auf Texte von Z. Kriebel, 1965
- Vier Stücke für Violine und Gitarre, 1966
- Sonate für Flöte und Klavier, 1966
- Drittes Streichquartett, 1967
- Acht Kompositionen für junge Pianisten, 1967
- Cembalosonate, 1967
- Drei Stücke für Violoncello und Klavier, 1968
- Zweites Konzert für Violine und Orchester, 1969
- Zweite Sinfonie, 1969
- Zweites Bläserquintett, 1969
- Dritte Klaviersonate, 1970
- Musica romantica per archi, 1971
- Amoroso für Englischhorn und Klavier, 1971
- Dritte Sinfonie, 1972
- Sonate für Violoncello und Klavier, 1972